# Anders Hernodius (1626–1668)
Anders Hernodius, född 1626 eller cirka 1626 i Högsjö socken, död i juli 1668 i Selångers socken, var en svensk präst.
Hernodius, som tog sitt namn efter uppväxtstaden Härnösand, blev i oktober 1647 student vid Uppsala universitet och höll där som kunglig stipendiat en latinsk oration 1651, vilken trycktes i Stockholm. Han disputerade pro exercitio 1654 och prästvigdes 1657 till adjunkt åt kyrkoherden Olof Anthelius i Boteå församling. Därefter återvände han till studierna och disputerade pro gradu under Isak Isthmenius' presidium samt promoverades 1661 till filosofie magister. År 1658–1661 var Hernodius adjunkt vid Härnösands gymnasium. I oktober 1661 utnämndes han till kyrkoherde i Selångers församling och tillträdde där 1662. Sex år senare avled han.
Hernodius var son till borgaren Lars Andersson i Härnösand och dennes hustru Gunilla. Han var gift med Elsa Anthelius, som var dotter till kyrkoherden Olof Anthelius. Efter mannens flyttade hon till ett hemman i Högsjö och gifte sedan om sig med handelsmannen Daniel Eriksson Öman i Hemsö samt avled 1719 i Boteå. I makarna Hernodius' äktenskap föddes sonen Lars Hernodius som var kyrkoherde i Burträsk, sonen Olof Hernodius som blev kyrkoherde i Torsåker, dottern Catharina Hernodius som var gift med stadskomministern Ingevald Ljungberg i Härnösand och dottern Sara Hernodius som gifte sig med tullskrivaren Erik Beck i Högsjö. Hustrun hade barn också i sitt andra gifte.